# Třída Jevstafij
Třída Jevstafij byla třída predreadnoughtů ruského carského námořnictva. Celkem byly postaveny dvě jednotky této třídy. Ve službě byly v letech 1911–1919. Bitevní lodě byly nasazeny v první světové válce.

## Stavba
Ruské loděnice v Nikolajevu a v Sevastopolu v letech 1904–1911 postavily dvě bitevních lodě této třídy.
Jednotky třídy Jevstafij:
| Jméno          | Založený kýlu | Spuštěna | Vstup do služby | Status           |
| -------------- | ------------- | -------- | --------------- | ---------------- |
| Jevstafij      | 1904          | 1906     | 28. května 1911 | Sešrotován 1922. |
| Ioann Zlatoust | 1904          | 1906     | 1. dubna 1911   | Sešrotován 1923. |

## Konstrukce

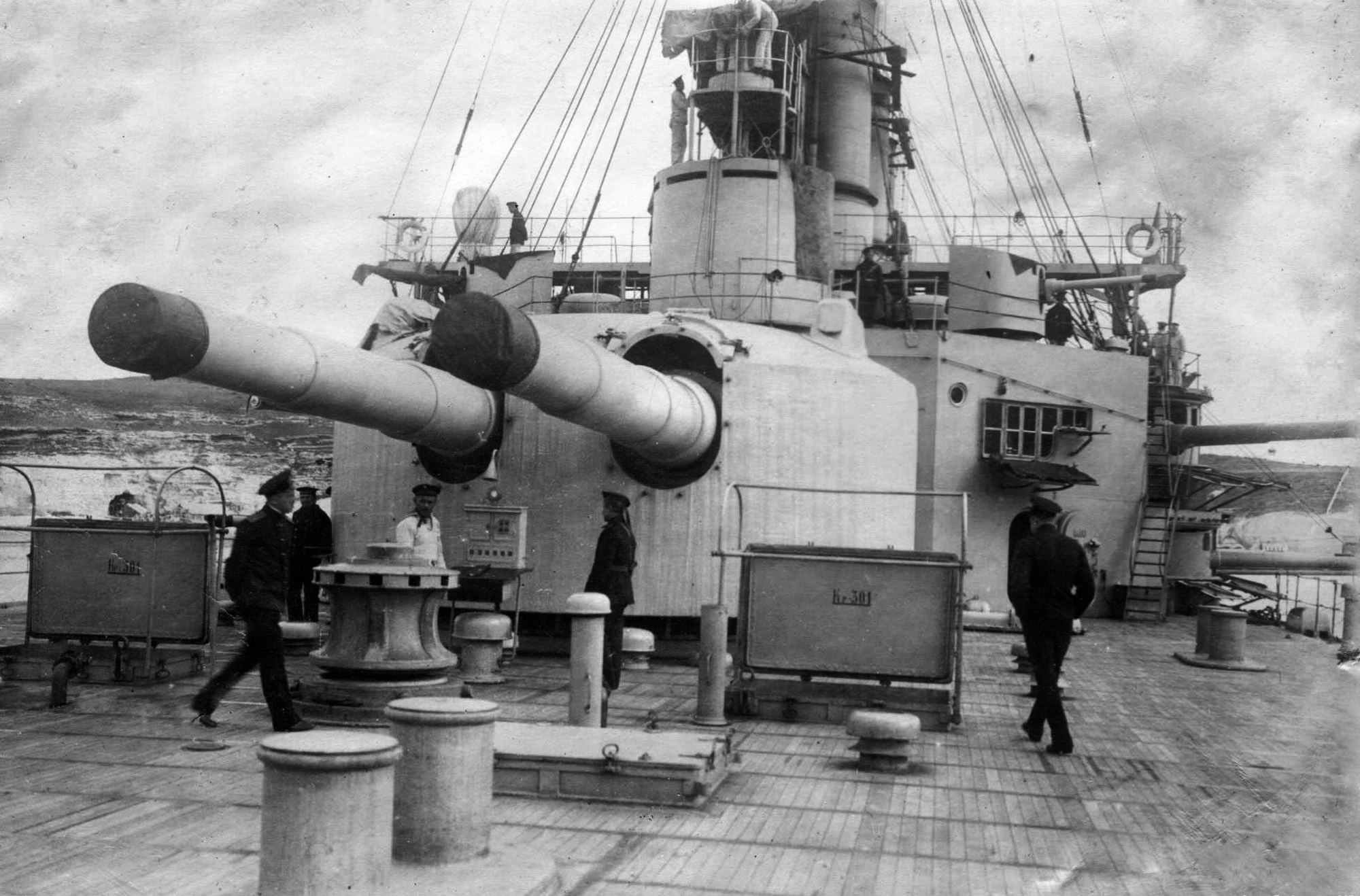
Ioann Zlatoust

Hlavní výzbroj tvořily čtyři 305mm kanóny ve dvoudělových věžích, které doplňovaly čtyři 203mm kanóny, dvanáct 152mm kanónů, čtrnáct 75mm kanónů a dva 450mm torpédomety. Pohonný systém měl výkon 10 800 hp. Skládal se ze dvou parních strojů s trojnásobnou expanzí a 22 kotlů Belleville, pohánějících dva lodní šrouby. Nejvyšší rychlost dosahovala 16,5 uzlu. Dosah byl 2100 námořních mil při rychlosti 10 uzlů.

## Služba

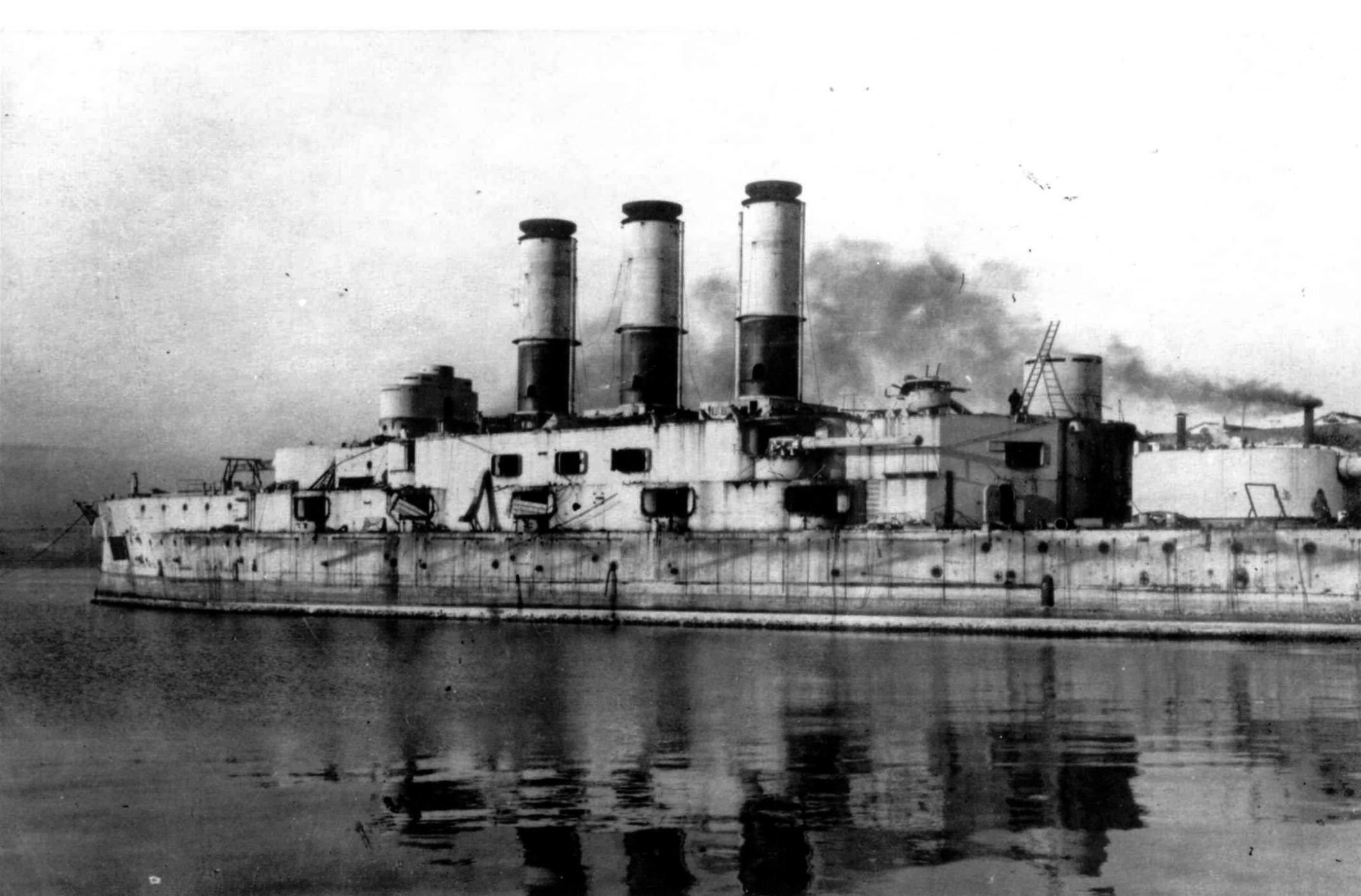
Jevstafij v roce 1922

Obě bitevní lodě se účastnily první světové války v řadách Černomořského loďstva. Dne 2. května 1918 byly ukořistěny německými vojsky a 25. listopadu 1918 britskými vojsky, která intervenovala do ruské občanské války. V dubnu 1919 byly ukořistěny bolševiky, předtím je ale ustupující vojska poškodila. V červnu 1919 je získali bělogvardějci a v listopadu 1920 definitivně bolševici. Jevstafij a Ioann Zlatoust už nebyly opraveny a na počátku 20. let byly sešrotovány.